# Toridaga-Ko
Toridaga-Ko is een gemeente (commune) in de regio Ségou in Mali. De gemeente telt 30.000 inwoners (2009).
De gemeente bestaat uit de volgende plaatsen:
- Abdoulaye Camp
- B10
- Bolibana (hoofdplaats)
- Boye-Boye
- Daba Camp
- Dabacourou Camp
- Dobougou
- Dobougou Camp
- Fraction Bella
- Kanassako
- Mabrouck Kouréch
- N'Dilla
- ND11
- Sarango
- Sinsana
- Siracoro Camp
- Soungalo Camp
- Tièmèdely Coura
- Tougou Coura